# Гермаківська сільська рада
Гермакі́вська сільська́ ра́да — адміністративно-територіальна одиниця та орган місцевого самоврядування в Борщівському районі Тернопільської області. Адміністративний центр — село Гермаківка.

## Загальні відомості
- Територія ради: 5,742 км²
- Населення ради: 1 854 особи (станом на 2001 рік)

## Населені пункти
Сільській раді були підпорядковані населені пункти:
- с. Гермаківка

## Населення
Згідно з переписом УРСР 1989 року чисельність наявного населення сільської ради становила 2004 особи, з яких 911 чоловіків та 1093 жінки.
За переписом населення України 2001 року в сільській раді мешкали 1843 особи.

### Мова
Розподіл населення за рідною мовою за даними перепису 2001 року:
| Мова       | Відсоток |
| ---------- | -------- |
| українська | 99,62 %  |
| російська  | 0,27 %   |
| білоруська | 0,05 %   |
| болгарська | 0,05 %   |

## Склад ради
Рада складалася з 16 депутатів та голови.
- Голова ради:
- Секретар ради: Татарчук Ганна Василівна

### Керівний склад попередніх скликань
| Прізвище, ім'я, по батькові    | Основні відомості                                    | Дата обрання | Дата звільнення |
| ------------------------------ | ---------------------------------------------------- | ------------ | --------------- |
| Амборський Володимир Йосипович | Сільський голова, 1948 року народження, безпартійний | 26.03.2006   | 31.10.2010      |

Примітка: таблиця складена за даними сайту Верховної Ради України

### Депутати
За результатами місцевих виборів 2010 року депутатами ради стали:

#### За суб'єктами висування
| Суб'єкт висування | Кількість обраних депутатів | %   |
| ----------------- | --------------------------- | --- |
| Самовисування     | 16                          | 100 |

#### За округами
| № округу | Прізвище, ім'я, по батькові  | Дата визнання обраним | Освіта  | Партійна приналежність | Відомості про обраного депутата                                  |
| -------- | ---------------------------- | --------------------- | ------- | ---------------------- | ---------------------------------------------------------------- |
| 1        | Гнатюк Степан Іванович       | 02.11.2010            | середня | позапартійний          | тимчасово не працює                                              |
| 2        | Зуляк Петро Васильович       | 02.11.2010            | середня | позапартійний          | Герма-ківськелісни-цтво, робіт-ник                               |
| 3        | Ярема Ярослава Степанівна    | 02.11.2010            | середня | позапартійна           | тимчасово не працює                                              |
| 4        | Дзик Марія Володимирівна     | 02.11.2010            | вища    | позапартійна           | Гермаківська амбулаторія, завідувач                              |
| 5        | Соколишин Леся Степанівна    | 02.11.2010            | середня | позапартійна           | приватний підприємець                                            |
| 6        | Саджинський Ярослав Іванович | 02.11.2010            | середня | позапартійний          | тимчасово не працює                                              |
| 7        | Мартинюк Світлана Тарасівна  | 02.11.2010            | вища    | позапартійна           | Гермаківська сільська рада, бух-галтер                           |
| 8        | Боєчко Уляна Василівна       | 02.11.2010            | середня | позапартійна           | ПАП"СОВІ", оператор                                              |
| 9        | Нефедюк Степан Юхимович      | 02.11.2010            | середня | позапартійний          | Гермаківська загальноосвітня школа, водій                        |
| 10       | Стефанко Світлана Михайлівна | 02.11.2010            | вища    | позапартійна           | тимчасово не працює                                              |
| 11       | Зуляк Марія Василівна        | 02.11.2010            | вища    | позапартійна           | тимчасово не працює                                              |
| 12       | Угрин Андрій Дмитрович       | 02.11.2010            | вища    | позапартійний          | тимчасово не працює                                              |
| 13       | Зуляк Василь Степанович      | 02.11.2010            | середня | позапартійний          | пенсіонер                                                        |
| 14       | Калуцький Василь Дмитрович   | 02.11.2010            | вища    | позапартійний          | Борщівська РДА, головний держінспектор-відділу контролю забудови |
| 15       | Цимбалюк Роман Тарасович     | 02.11.2010            | вища    | позапартійний          | приватний підприємець, ветеринар                                 |
| 16       | Татарчук Ганна Василівна     | 02.11.2010            | середня | позапартійна           | Чортківський лісгосп, робітниця                                  |